# Carmelita Jeter
Carmelita Jeter, född 24 november 1979, är en amerikansk friidrottare som tävlar i kortdistanslöpning.
Jeter slog igenom säsongen 2007 då hon tog bronset på 100 meter vid VM i Osaka på den nya personbästa-tiden 11,02. Jeter vann även Golden League-tävlingen i Berlin senare under säsongen. Vid IAAF World Athletics Final 2007 i Stuttgart vann hon även guldet på 100 meter.
Vid VM 2009 i Berlin förbättrade hon sitt personliga rekord i semifinalen till 10,83 och var en av favoriterna till guldet. Men väl i final slutade hon på tredje plats, på tiden 10,90, slagen av jamacias Shelly-Ann Fraser och Kerron Stewart.
Vid IAAF World Athletics Final 2009 vann hon guld på 100 meter på tiden 10,67. Tiden innebar att hon placerade sig som trea genom alla tider på distansen. Bara amerikanskorna Florence Griffith-Joyner (10,49) och Marion Jones (10,65) har sprungit snabbare. 
Vid tävlingar i Shanghai den 20 september förbättrade hon sitt personliga rekord till 10,64.

## Personligt rekord
- 100 meter - 10,64 från 2009
- 200 meter - 22,20 från 2011